# Colla (Algeria)
Colla è un comune dell'Algeria, situato nella provincia di Bordj Bou Arreridj.